# Pista de la Plana (Torallola)
La Pista de la Plana és una pista rural del terme municipal de Conca de Dalt (a l'antic terme de Toralla i Serradell, al Pallars Jussà.
Arrenca de la Pista de Torallola a la partida de Serradàs, des d'on surt cap a l'est-nord-est, passa entre les partides de la Via (nord) i la Rourera (sud), després arriba al sector nord-est de la de les Saülls, on trenca cap al nord, passa per la partida de l'Espinosa, i, finalment, arriba a la Plana en poc més d'un quilòmetre de recorregut.